# Arylformamidase
Bei der Arylformamidase (KF) handelt es sich um das Enzym, das den zweiten Teilschritt im Abbau der Aminosäure Tryptophan, nämlich die Abspaltung von Formiat von N-Formylkynurenin katalysiert. Das Enzym kommt in Wirbeltieren vor. Beim Menschen wird es in allen Gewebetypen produziert.
Mäuse ohne KF zeigen Probleme mit den Nieren und dem Immunsystem, können aber teilweise N-Formylkynurenin abbauen. Dies bedeutet, dass es wahrscheinlich ein weiteres Enzym gibt, das diese Reaktion katalysiert.
Das AFMID-Gen, das für die Arylformamidase codiert, ist das seltene Beispiel für ein Gen, dessen Expression umgekehrt mit der Acetylierung des Histons am Promotor korreliert.

## Katalysierte Reaktion
+ H2O  {\displaystyle \longrightarrow }   + HCOO−
Von N-Formyl-L-kynurenin wird durch Hydrolyse Ameisensäure abgespalten und L-Kynurenin entsteht.